# 3701 Purkyne
3701 Purkyne је астероид главног астероидног појаса са средњом удаљеношћу од Сунца која износи 2,796 астрономских јединица (АЈ).
Апсолутна магнитуда астероида је 12,3.